# Chinatown (Nouméa)

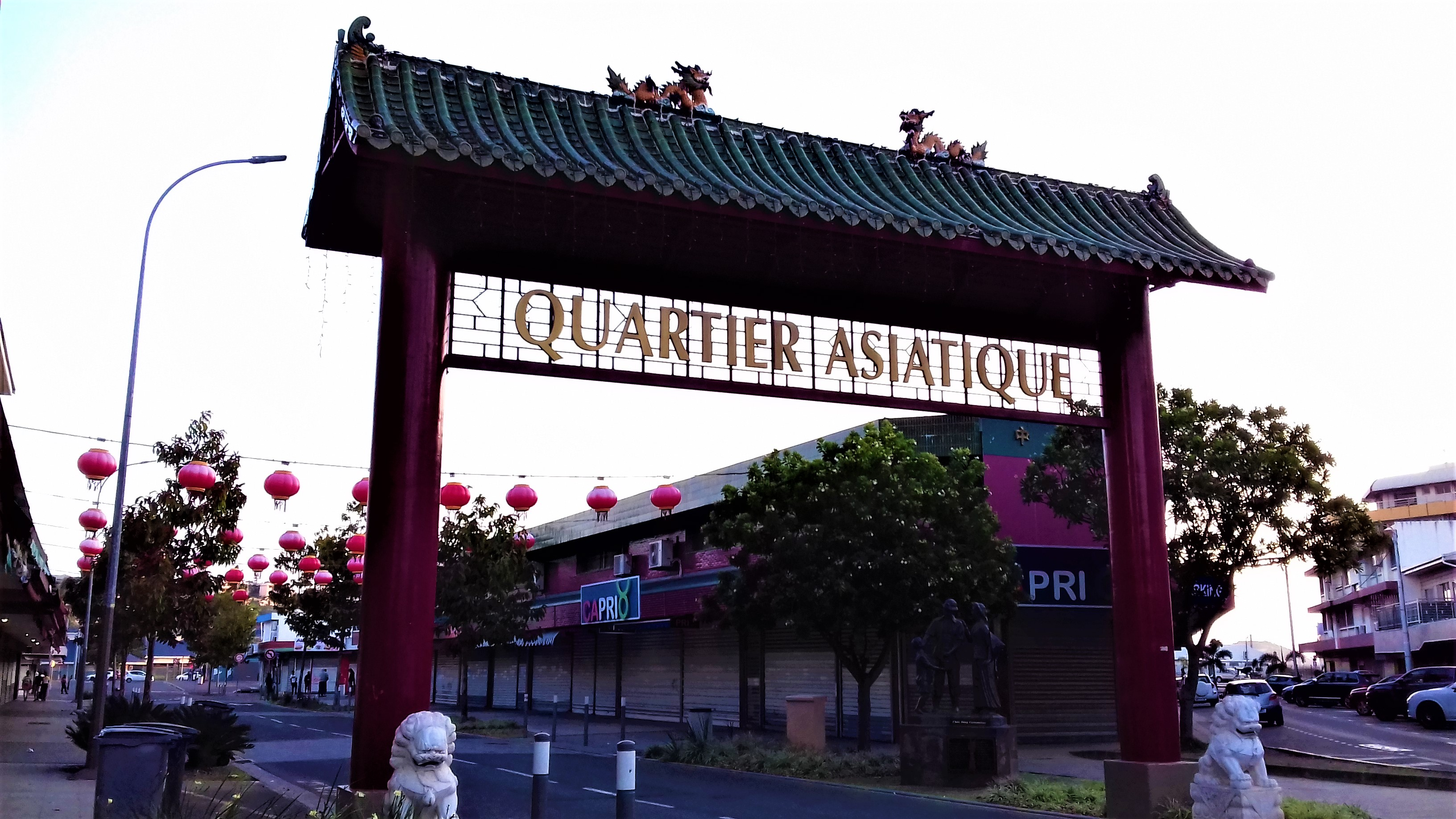
Eingangstor zum Quartier asiatique in Nouméa

Die Chinatown (französisch: Quartier asiatique, informell auch «Chinatown») von Nouméa ist ein asiatisches Viertel in der Hauptstadt des französischen Überseegebiets Neukaledonien.

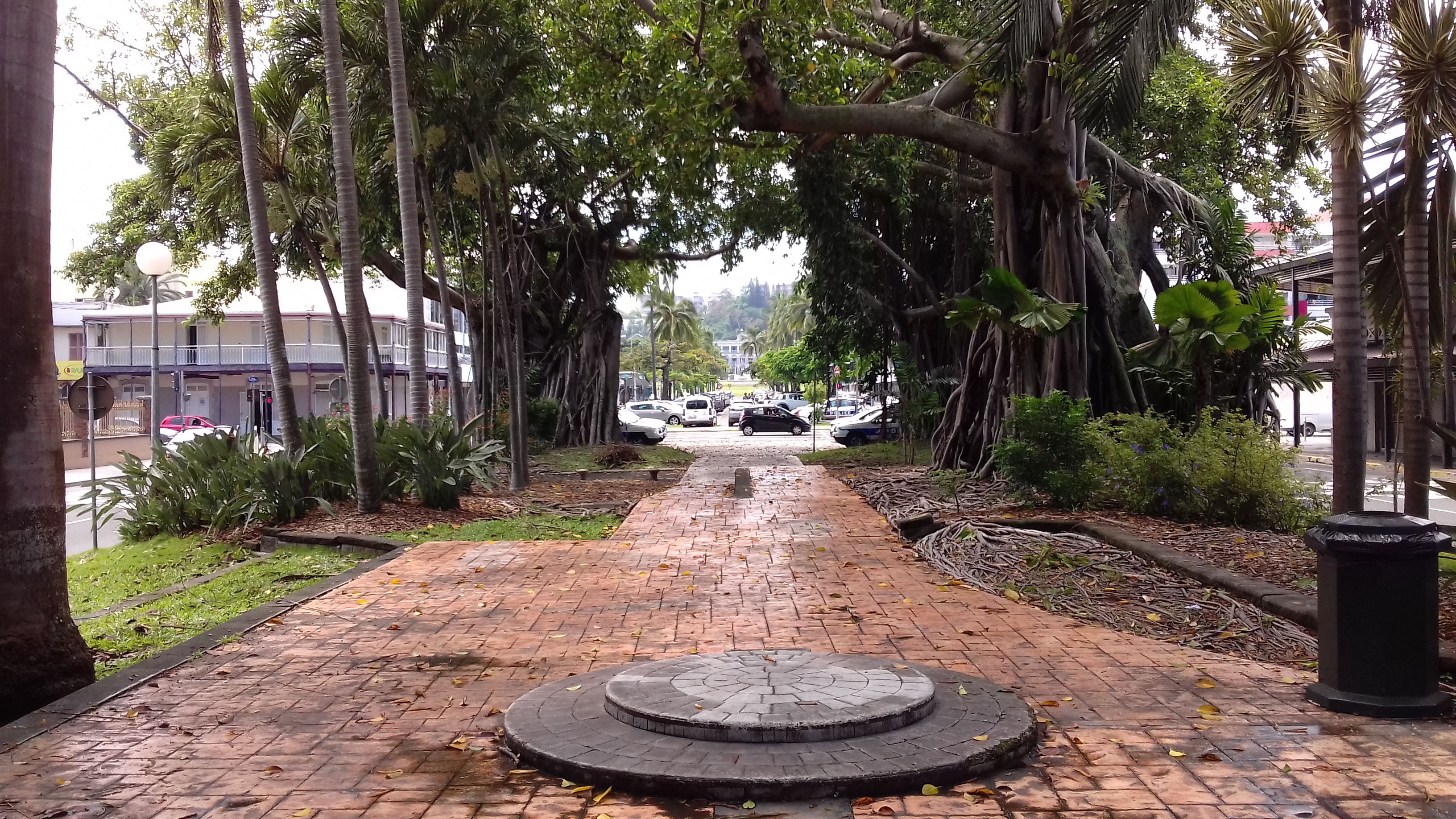
Avenue de la Victoire, die südliche Grenze der Chinatown

## Beschreibung
Das asiatische Viertel befindet sich mitten im Stadtzentrum und wird von der Place des Cocotiers im Norden, der Avenue de la Victoire im Süden, der Rue du Général Mangin im Westen und der Avenue du Maréchal Foch im Osten begrenzt. Der Eingang an der Rue d'Austerlitz ist durch ein traditionelles rotes Paifang gekennzeichnet, das an beiden Seiten von steinernen Löwen flankiert wird. Das grüne Dach wird von zwei goldenen Drachen verziert. Im Gegensatz zu den meisten Paifang andernorts fehlt ein chinesischer Schriftzug – es trägt allein die französische Bezeichnung Quartier asiatique. Der Grund dafür ist, dass sich im Viertel vorwiegend Vietnamesen niedergelassen haben. Im Anschluss daran wird die Straße von mehreren Reihen roter Laternen geschmückt, die an einer Schnur quer über der Straße hängen. Größtes Einkaufszentrum ist die Chinatown Mall.

## Geschichte
1891 erreichte der erste Konvoi vietnamesischer Arbeiter den Hafen von Nouméa. Sie bestanden zu Anfang mehrheitlich aus Gefangenen des Straflagers Poulo Condor, das sich auf einer abgelegenen Insel vor Südvietnam befand. Die Essensversorgung und hygienischen Zustände auf dem Schiff waren katastrophal.  Alle 800 Passagiere waren während der Reise abgemagert und viele litten an Beriberi. Ab 1895 wurden Freiwillige mit ihren Familien aus Haiphong angeworben. Alle Neuankömmlinge mussten sich zu jener Zeit zunächst auf der Îlot Freycinet zehn Tage in Quarantäne begeben, bevor sie einreisen durften. Diese Chân Đăng wurden ins Land geholt, um in den Nickelminen zu arbeiten. Die Konvois fuhren in regelmäßigem Rhythmus bis 1939 nach Neukaledonien. Anfang der 1960er Jahre waren die meisten Chân Đăng wieder nach Vietnam zurückgekehrt. Von den rund 2400 Vietnamesen, die blieben, siedelten sich 96 % in Nouméa an. Ein Teil hat sich mit den Caldoches (Neukaledonier europäischer Abstammung) vermischt. Die meisten sind katholischen Glaubens, die anderen sind Anhänger des Buddhismus. Sie sind vor allem im kleinen Einzelhandel und der Gastronomie tätig. Seit 2015 klagen die Ladenbesitzer verstärkt über die Übergriffe junger Kanak, die Lampions oder Mülleimer zerstören und Händler in ihren Geschäften angreifen.

## Chân-Đăng-Statue
Im September 2013 wurde in Gedenken an die Chân Đăng eine lebensgroße Bronze-Statue nahe dem Eingangstor zur Chinatown eingeweiht. Sie stellt eine vietnamesische Minenarbeiterfamilie im 19. Jahrhundert dar; der Vater trägt einen  Bergmannshelm, die Mutter eine lange Tunika, die typisch bei den Landfrauen in Nordvietnam ist. Sie trägt auf dem Kopf einen Damenschal und am Arm einen konischen Hut. Der Sohn bringt dem Vater in einer Kanne das Mittagessen. Die Statue wurde von Handwerkern und Künstlern im nordvietnamesischen Quảng Bố angefertigt und das Podest von der Stadtverwaltung von Nouméa errichtet.